# Blackford Hill
Blackford Hill är en kulle i Storbritannien.   Den ligger i kommunen City of Edinburgh och riksdelen Skottland, i den centrala delen av landet, 500 km norr om huvudstaden London. Toppen på Blackford Hill är 122 meter över havet.
Terrängen runt Blackford Hill är platt åt nordost, men åt sydväst är den kuperad.Runt Blackford Hill är det tätbefolkat, med 297 invånare per kvadratkilometer. Närmaste större samhälle är Edinburgh, 3,1 km norr om Blackford Hill. Trakten runt Blackford Hill består i huvudsak av gräsmarker.